# 如果30歲還是處男，似乎就能成為魔法師 (泰國電視劇)
《如果30歲還是處男，似乎就能成為魔法師》，為泰國GMM 25與Viu於2023年12月9日起播出的愛情電視劇。由林陽（Tay）及提迪蓬·德查阿派坤（New）主演。
此劇由GMMTV製作，並在2022年11月GMMTV的「DIVERSELY YOURS」新戲發佈會上公開先導預告片。其後，此劇於2023年12月在GMM 25電視台及Viu首播，2024年3月終映。

## 演員陣容
註：括號內的演員姓名為小名。

### 主要人物
- 林陽（Tay）飾演 Karan Wongkarun
- 提迪蓬·德查阿派坤（New）飾演 Achirawit Jittawisut（Achi）

### 其他人物
- 帕查差·司隸亞楠讓（Junior）飾演 Jinta
- 吉朗塔寧·歹拉塔納永（Mark）飾演 Min
- 普洛伊湘普·素帕莎（Jan）飾演 Pai
- 哈里·奇瓦加隆（Sing）飾演 Rock Banphot
- Parn Thanaporn Wagprayoon 飾演 Dujdao
- Roj Sereeroj Jayaphorn 飾演 Tanaka

## 劇集原聲帶
| 歌名                                      | 歌手                    | 來源  |
| ----------------------------------------- | ----------------------- | ----- |
| แอบตะโกน（Loudest Love）                  | 林陽、提迪蓬·德查阿派坤 | [ 5 ] |
| พลังวิเศษของคนไม่พิเศษ（Everything is Magic） | 提迪蓬·德查阿派坤       | [ 6 ] |
| ถ้าเธอได้ยิน（Voice Within）                 | 林陽                    | [ 7 ] |

## 劇集迴響

### 泰國電視收視
- 收視最低的集數以藍色表示，收視最高的集數以紅色表示，而空格則表示該集的收視沒有相關數據。

| 集數 No.   | 播放日期       | 播放時段 (UTC+07:00) | 平均收視率 | 來源     |
| ---------- | -------------- | -------------------- | ---------- | -------- |
| 1          | 2023年12月9日  | 星期六 20:30         | 0.2        |          |
| 2          | 2023年12月16日 | 星期六 20:30         | 0.2        |          |
| 3          | 2023年12月23日 | 星期六 20:30         | 0.2        |          |
| 4          | 2024年1月6日   | 星期六 20:30         | 沒有資料   | 沒有資料 |
| 5          | 2024年1月13日  | 星期六 20:30         | 沒有資料   | 沒有資料 |
| 6          | 2024年1月20日  | 星期六 20:30         | 沒有資料   | 沒有資料 |
| 7          | 2024年1月27日  | 星期六 20:30         | 沒有資料   | 沒有資料 |
| 8          | 2024年2月3日   | 星期六 20:30         | 沒有資料   | 沒有資料 |
| 9          | 2024年2月10日  | 星期六 20:30         | 沒有資料   | 沒有資料 |
| 10         | 2024年2月17日  | 星期六 20:30         | 沒有資料   | 沒有資料 |
| 11         | 2024年2月24日  | 星期六 20:30         | 沒有資料   | 沒有資料 |
| 12         | 2024年3月2日   | 星期六 20:30         | 沒有資料   | 沒有資料 |
| 平均收視率 | 平均收視率     | 平均收視率           |            | 1        |

^1  基於每集的平均觀眾份額。

## 軼事
- 2023年12月21日，GMMTV發表聲明，表示因應版權方要求，《如果30歲還是處男，似乎就能成為魔法師》被禁止於泰國以外地方播出。聲明發表後，GMMTV YouTube官方頻道上《如果30歲還是處男，似乎就能成為魔法師》已播出的集數悉數轉為私人影片。而泰國觀眾則仍可繼續於星期六晚上在GMM 25頻道及串流平台Viu收看劇集。[8]其後宣佈GMM 25頻道播放劇集時，及串流平台Viu均會加上英文字幕。其後香港Viu在2024年1月8日起逢星期一上載一集。

## 外部連結
- GMM25官方網站 （页面存档备份，存于）（泰文）
- GMMTV官方網站（泰文）
- YouTube上的《如果30歲還是處男，似乎就能成為魔法師》播放列表
- MyDramaList劇集介紹及劇評 （页面存档备份，存于）（英文）
- 豆瓣电影上《如果30歲還是處男，似乎就能成為魔法師》的資料 （简体中文）